# Bernt Notke
 Bernt Notke ? (født ca. 1435, død 1509) var en nordtysk maler, træskærer og billedhugger
Første gang Bernt Notke omtales i et dokument er 14. april 1467, hvor han i Lübeck klagede til byrådet over, at malerlavet chikanerede hans svende, fordi han ikke var medlem af lavet. I den forbindelse fremlagde Notke et fødselsbrev (ikke en fødselsattest) udstedt af byrådet i Lassan i Pommern.
Det betyder ikke nødvendigvis, at Notke var født i Lassan, men at han kendte nogen i Lassan, der kunne sige god for ham. Det er mere sandsynligt, at han er født i Tallinn, da navnet Notke ikke er usædvanligt der. Desuden antyder et brev fra 23. august 1468, at Notke var i familie med præsten i Tallinn, Diderik Notken.

## Liv
Fra 1483 tilbragte han nogle år i Sverige, og var en tid møntmester i Stockholm. I 1505 blev han udnævnt til kirkeværge for St. Petri i Lübeck; der ledede han kirkens teglværk, der solgte mursten til hele Norden. I 1509 omtales han som død.

## Værker
Tre værker, der findes, kan med sikkerhed tilskrives Notke:
- Altertavlen i Aarhus Domkirke (udført 1478-79)
- Altertavlen i Helligåndskirken i Tallinn (leveret 1483)
- Dele af Triumfkorset i domkirken i Lübeck (1472).

Værker, der ofte tilskrives Notke, er:
- Dødedansen i Marienkirche i Lübeck ("Døden fra Lübeck" fra 1463 er forsvundet)
- Gregorsmessen i Mariakirken i Lübeck (forsvundet)
- Dødedansen i Nikolajkirken i Tallinn
- Skt. Jørgen og Dragen i Storkyrkan i Stockholm (1489, bestilt af Sten Sture)
- Skånefarer-alteret (St. Annen Museum i Lübeck)